# La noche de las corbatas
Se conoce como la noche de las corbatas al conjunto de  secuestros de abogados y familiares de estos, 14 personas en total, realizados por integrantes del Ejército Argentino que actuaban en forma ilegal, en el lapso entre la tarde del 6 de julio y la madrugada del 13 de julio de 1977 en la ciudad de Mar del Plata. Constituyó, según sobrevivientes, "la mayor operación de represión masiva que vivió esta ciudad a 16 meses de instaurada la dictadura militar". El nombre dado al suceso tuvo origen en que seis de los secuestrados ejercían su profesión de abogados.

## Testimonios
Entre quienes brindaron testimonio sobre esos sucesos se encontraban Martha García de Candeloro, cuyo esposo abogado había sido asesinado por esos mismo captores días antes, que estaba detenida ilegalmente en el mismo lugar, y  Carlos A. Bozzi, uno de los dos abogados sobrevivientes, quien lo hizo el 16 de mayo de 2005 ante el Tribunal Oral Federal de Mar del Plata.

## La represión ilegal en la zona
Desde febrero de 1976 el coronel Alberto Pedro Barda, jefe de la Agrupación de Artillería de Defensa Aérea 601, estaba a cargo de la represión en Mar del Plata y su jefe operativo era el coronel Alfredo Manuel Arrillaga. A pedido del primero la Aeronáutica cedió al Ejército el uso del viejo radar situado en la Base Aérea cercana a la ciudad de Mar del Plata, para descanso y escala de las patrullas de esa fuerza que en esa forma no tendrían que regresar al GADA 601 que distaba unos 15 kilómetros del lugar. En ese lugar, denominado “La Cueva” funcionaba un centro clandestino de detención al que fueron conducidos los secuestrados.
Los abogados víctimas de esta acción eran reconocidos laboralistas, que habían tenido militancia peronista o en grupos de izquierda.

## Secuestrados
Las personas secuestradas fueron:
- Norberto Centeno (abogado) - Asesinado
- Salvador Manuel Arestín (abogado) - Desaparecido
- Raúl Hugo Alais (abogado) - Desaparecido
- Camilo Ricci (abogado) - Sobreviviente
- Carlos A. Bozzi (abogado) - Sobreviviente
- Tomás José Fresneda (abogado) - Desaparecido
- Jorge Candeloro (abogado) - Asesinado
- Martha García, esposa de Candeloro - Sobreviviente
- María de las Mercedes Argañaraz de Fresneda (embarazada de cuatro meses, esposa de Fresneda) - Desaparecida
- Néstor Enrique García Mantica - Desaparecido
- María Esther Vázquez de García (esposa de García Mantica) - Desaparecida
- José Verde (exsecretario General de la Asociación Judicial Bonaerense Mar del Plata) - Sobreviviente
- Esposa del anterior - Sobreviviente

## Liberación
Para la liberación de Carlos A. Bozzi los captores lo colocaron en el baúl de un vehículo y lo trasladaron a otro sitio en que se simuló un enfrentamiento de las fuerzas de seguridad con Montoneros, donde uno de ellos herido mortalmente confesaba el supuesto secuestro. Pero en realidad se asesinó a estudiantes universitarios desarmados que también se encontraban detenidos, fraguando la noticia.

## Condena
El ex suboficial de la Fuerza Aérea Gregorio Rafael Molina fue condenado el 9 de junio de 2010 a prisión perpetua por el Tribunal Oral en lo Criminal Federal de Mar del Plata por la comisión de crímenes contra la humanidad entre los cuales se encontraba el asesinato de Norberto Omar Centeno y Jorge Roberto Candeloro, fallo luego confirmado por la Cámara Federal de Casación Penal en febrero de 2012.

### Día Nacional del Abogado víctima del terrorismo de Estado
El día 6 de julio es la fecha instituida por la Federación Argentina de Colegios de Abogados para rememorar a quienes fueron detenidos, perseguidos, desaparecidos o asesinados en defensa del Estado de Derecho, denominado "Día Nacional del Abogado víctima del terrorismo de Estado".